# Martin (Lincolnshire)
Martin è un villaggio e parrocchia civile dell'Inghilterra, appartenente alla contea del Lincolnshire.